# Цветков, Валерий Иванович
Валерий Иванович Цветков (род. 3 ноября 1941, Шатура) — советский актёр театра и кино.

## Биография
Учился в Ташкентском театрально-художественном институте. По его окончании в 1968 году пришёл в труппу Русского драматического театра им. Горького, где проработал вплоть до 2003 года.

## Творчество

### Роли в кино
- 1972 — Завещание старого мастера
- 1973 — Чинара — эпизод
- 1978 — Любовь и ярость
- 1983 — День командира дивизии — Белобородов
- 1984 — Твоё мирное небо — генерал Неделин
- 1986 — Атака — командующий
- 1987 — Странник
- 1989 — Сталинград — генерал-полковник Ерёменко
- 1992 — Нулевой вариант — полковник милиции, начальник отдела
- 1993 — Трагедия века — генерал-полковник Ерёменко
- 1993 — Ангелы смерти — генерал-полковник Ерёменко